# 서왕진
서왕진(徐旺鎭, 1964년 11월 25일~)은 대한민국의 정치인, 교수이다. 제22대 국회의원이다.
에너지정책 및 환경정책 전문가이며 서울대학교 국제문제연구소 등에서 활동하였다. 정치에 본격적으로 입문한 이후 박원순 서울특별시장의 정책 특보 및 서울연구원 원장을 지냈다. 2024년 조국혁신당의 제3호 인재로 영입되었으며, 정책위의장으로 임명되었다. 대한민국 제22대 국회의원 선거에서 비례대표로 출마하여 당선되었다.

## 학력
- 군서송학국민학교 졸업
- 군남중학교 졸업
- 광주석산고등학교 졸업
- 서울대학교 사회과학대학 신문학 학사
- 서울시립대학교 대학원 도시환경정책학 석사
- 델라웨어 대학교 대학원 에너지환경정책학 박사

## 경력
- 사단법인 환경정의 사무처장
- 환경부 환경영향평가위원
- 환경정의연구소 소장
- 지속가능발전위원회 국토수자원분과 분과위원
- 서울대학교 국제문제연구소 연구교수
- 서울특별시청 시장실 정책특보, 비서실장
- 고려대학교 산학협력단 특임교수
- 재단법인 서울연구원장
- 대통령직속 2050 탄소중립녹색성장위원회 위원
- 조국혁신당 전국대의원대회 의장
- 2024년 3월~2024년 12월: 조국혁신당 정책위원회 의장
- 2024년 3월~: 혁신정책연구원 원장
- 2024년 4월 10일: 대한민국 제22대 국회의원 선거 당선(비례대표, 조국혁신당, 초선)[6][7]
- 2024년 6월~2024년 8월: 조국혁신당 광주광역시당 위원장 직무대행
- 2024년 9월~: 조국혁신당 광주광역시당 위원장
- 2024년 12월~2025년 5월: 조국혁신당 최고위원
- 2025년 3월~: 조국혁신당 광주광역시당 광산구 지역위원회 위원장
- 2025년 5월~: 조국혁신당 원내대표

### 의정 활동
- 2024년 5월 30일~: 제22대 국회의원(비례대표, 조국혁신당, 초선)[6][7]
  - 2024년 6월~: 제22대 국회 전반기 산업통상자원중소벤처기업위원회 위원
  - 2024년 6월~2024년 8월: 제22대 국회 전반기 예산결산특별위원회 위원
  - 2025년 3월~: 제22대 국회 기후위기 특별위원회 위원
  - 2025년 6월~: 제22대 국회 전반기 예산결산특별위원회 위원

## 역대 선거 결과
| 실시년도 | 선거   | 대수 | 직책     | 선거구   | 정당       | 득표수      | 득표율          | 순위          | 당락 | 비고 |
| -------- | ------ | ---- | -------- | -------- | ---------- | ----------- | --------------- | ------------- | ---- | ---- |
| 2024년   | 총선   | 22대 | 국회의원 | 비례대표 | 조국혁신당 | 6,874,278표 | \| \| 24.25% \| | 비례대표 12번 |      | 초선 |
|          | 24.25% |      |          |          |            |             |                 |               |      |      |

## 소속 정당
| 소속 정당 | 소속 정당  | 소속 기간 | 비고           |
| --------- | ---------- | --------- | -------------- |
|           | 조국혁신당 | 2024~현재 | 창당 정계 입문 |

## 같이 보기
- 대한민국 제22대 국회의원 선거 조국혁신당 후보 목록#비례대표